# Škoda Fabia
De Škoda Fabia is een personenauto die sinds 1999 wordt geproduceerd door het Tsjechische Škoda.

## Fabia eerste generatie

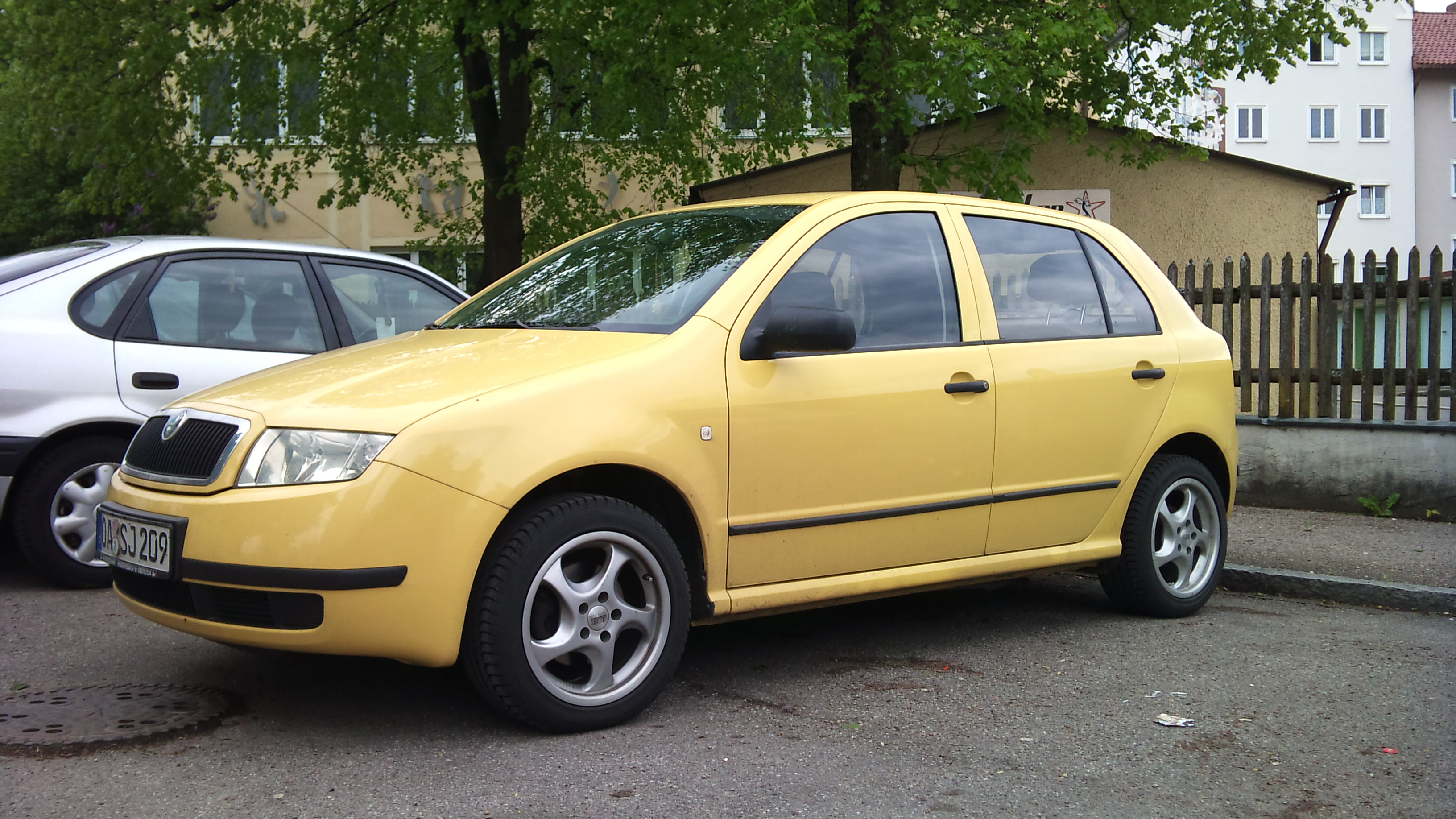
Škoda Fabia I

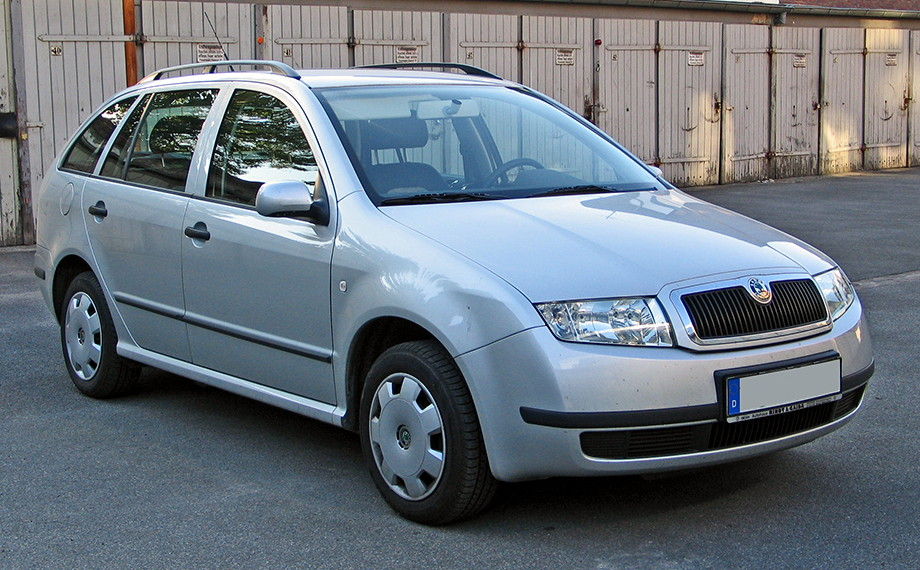
Škoda Fabia I Combi

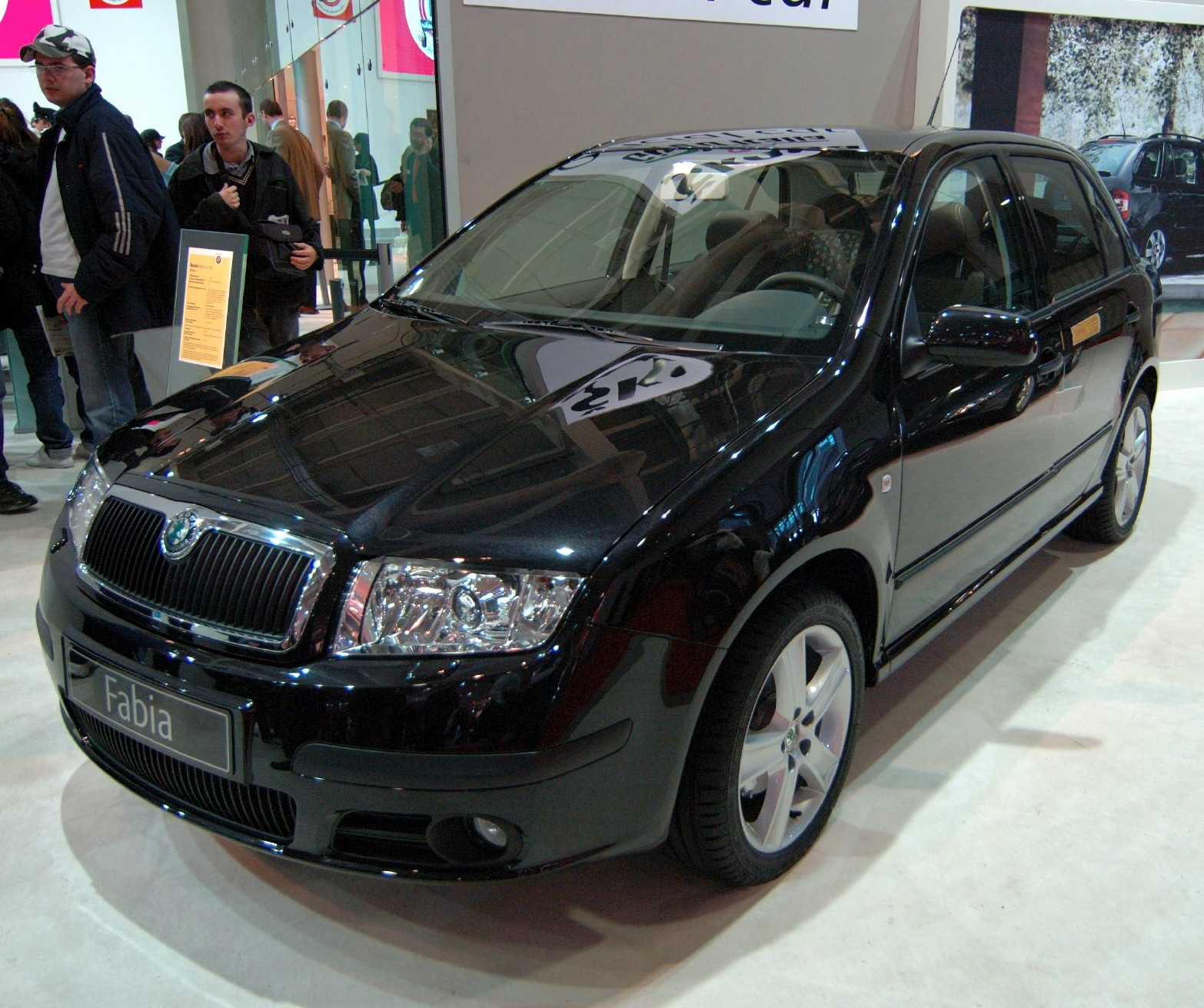
Škoda Fabia I Facelift

Deze Fabia was een auto uit de economyklasse, die zijn onderstel en veel andere techniek deelde met de Audi A2 en de Volkswagen Polo. De auto was leverbaar als hatchback, sedan en stationwagen. Er waren diverse benzine- en dieselmotoren leverbaar. In 2003 deden de HTP motoren hun intrede ter vervanging van de MPI motoren.
In 2005 werd het eerste model nog gefacelift. Het meest opvallende waren de gewijzigde lichtblokken achteraan, een licht gewijzigde grill en anders gevormde mistlichten vooraan.
In Groot-Brittannië werd de auto in 2000 Auto van het jaar bij Auto Express, en zowel in 2001 als 2002 verkozen tot Best supermini door het blad What Car?

### Motoren
Benzine
| Type    | Motor     | Motor     | Motor   | Vermogen | Koppel | Jaartal     |
| Type    | Inhoud    | Cilinders | Kleppen | Vermogen | Koppel | Jaartal     |
| ------- | --------- | --------- | ------- | -------- | ------ | ----------- |
| 1.0     | 997 cm³   | 4-in-lijn | 8V      | 60 pk    | 84 Nm  | 2000 - 2000 |
| 1.2     | 1.198 cm³ | 3-in-lijn | 6V      | 54 pk    | 106 Nm | 2002 - 2007 |
| 1.2     | 1.198 cm³ | 3-in-lijn | 12V     | 65 pk    | 112 Nm | 2003 - 2007 |
| 1.4     | 1.397 cm³ | 4-in-lijn | 12V     | 60 pk    | 118 Nm | 2000 - 2002 |
| 1.4     | 1.397 cm³ | 4-in-lijn | 8V      | 68 pk    | 120 Nm | 2000 - 2003 |
| 1.4 16V | 1.390 cm³ | 4-in-lijn | 16V     | 75 pk    | 126 Nm | 2001 - 2007 |
| 1.4 16V | 1.390 cm³ | 4-in-lijn | 16V     | 100 pk   | 126 Nm | 2000 - 2007 |
| 2.0     | 1.984 cm³ | 4-in-lijn | 8V      | 115 pk   | 170 Nm | 2001 - 2007 |

Diesel
| Type       | Motor     | Motor     | Motor   | Vermogen | Koppel | Jaartal     |
| Type       | Inhoud    | Cilinders | Kleppen | Vermogen | Koppel | Jaartal     |
| ---------- | --------- | --------- | ------- | -------- | ------ | ----------- |
| 1.9 SDI    | 1.896 cm³ | 4-in-lijn | 8V      | 64 pk    | 125 Nm | 2000 - 2005 |
| 1.4 TDI    | 1.422 cm³ | 3-in-lijn | 6V      | 70 pk    | 155 Nm | 2005 - 2007 |
| 1.4 TDI    | 1.422 cm³ | 3-in-lijn | 6V      | 75 pk    | 195 Nm | 2003 - 2005 |
| 1.4 TDI    | 1.422 cm³ | 3-in-lijn | 6V      | 80 pk    | 195 Nm | 2005 - 2007 |
| 1.9 TDI    | 1.896 cm³ | 4-in-lijn | 8V      | 101 pk   | 240 Nm | 2003 - 2007 |
| 1.9 TDI RS | 1.896 cm³ | 4-in-lijn | 8V      | 130 pk   | 310 Nm | 2003 - 2007 |

## Fabia tweede generatie

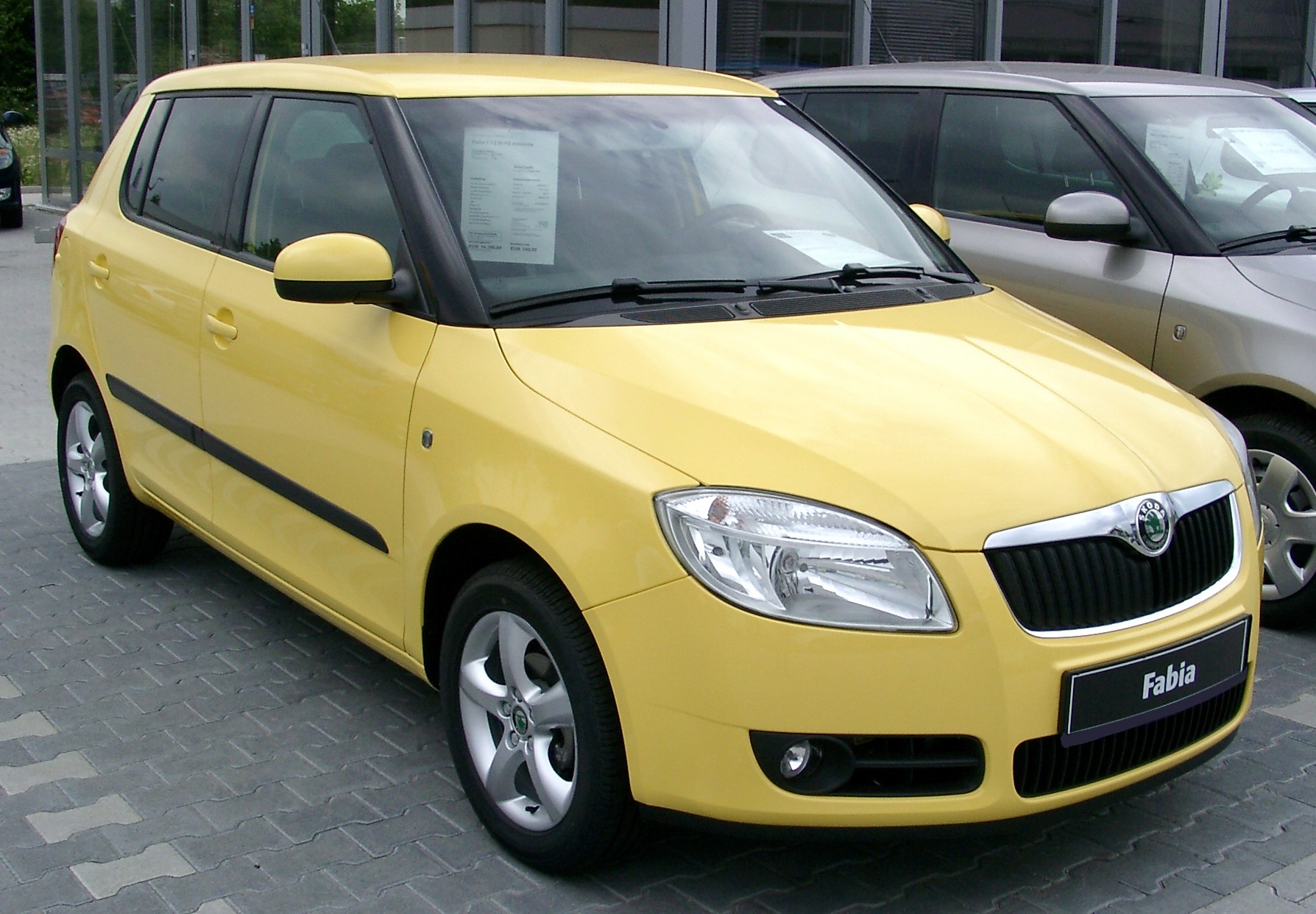
Škoda Fabia II

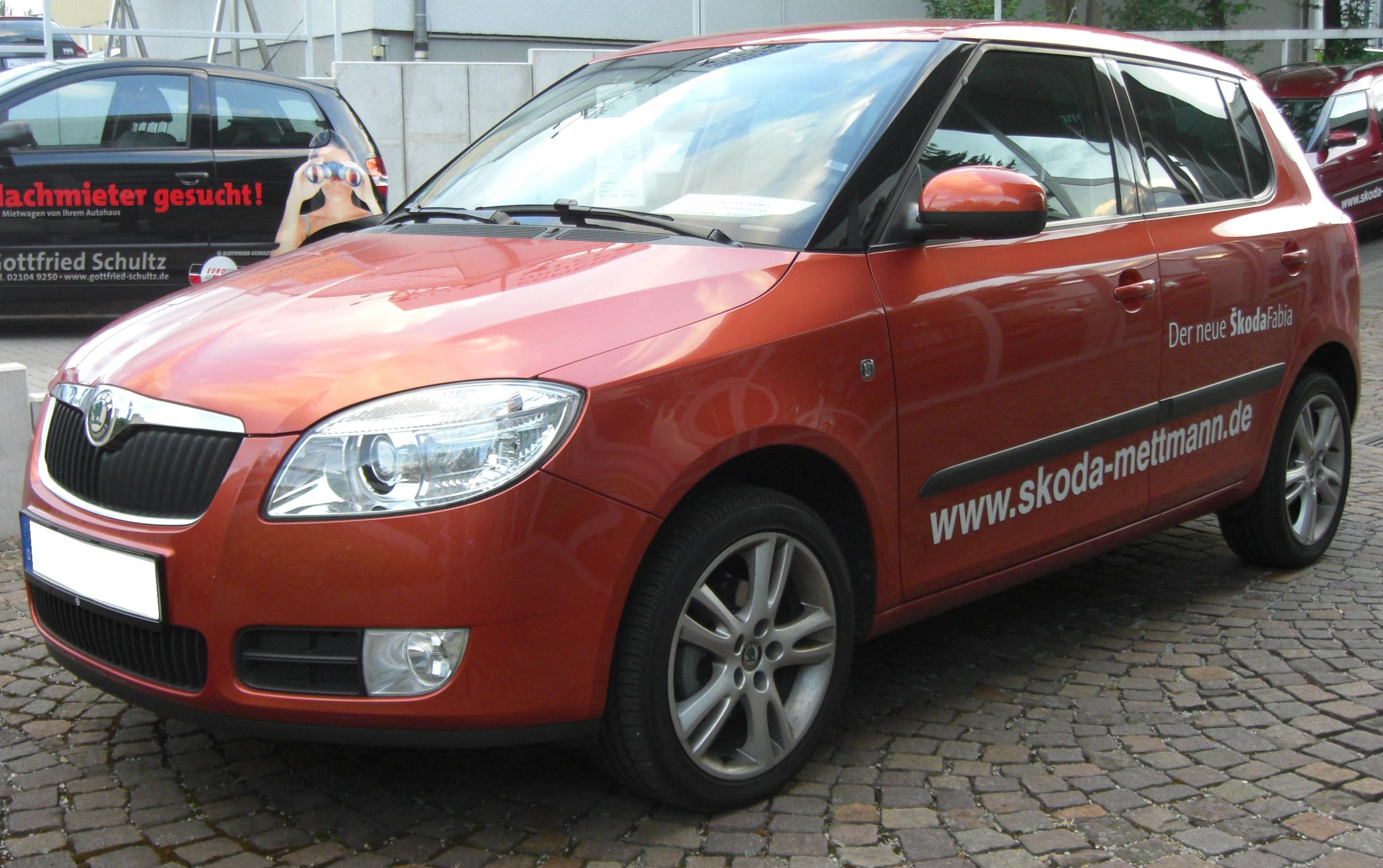
Škoda Fabia II

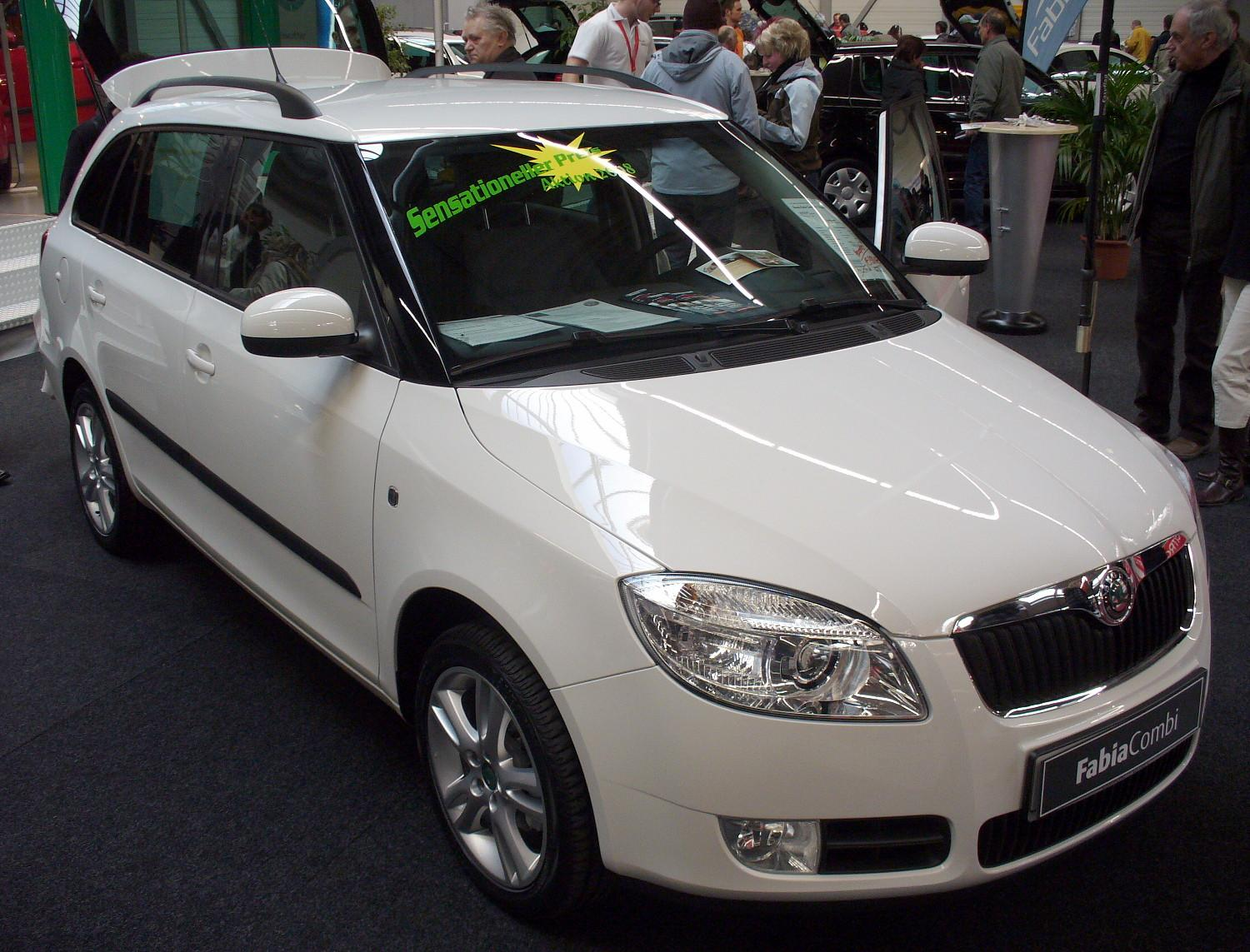
Škoda Fabia II Combi

Begin 2007 werd de geheel vernieuwde Fabia II (modelcode 5J) voorgesteld. Deze B-segmentwagen staat op hetzelfde onderstel als de Volkswagen Polo van de vierde generatie. Het platform is doorontwikkeld op het onderstel van de eerste generatie Fabia. De Fabia II heeft hetzelfde familiegezicht als de gelijktijdig ontworpen Roomster. De 3,99 meter lange hatchback heeft donkere A- en B-stijlen die een zwevend dak suggereren, en een oplopende C-stijl. De hatchback was optioneel leverbaar met een contrasterende dakkleur. Ten opzichte van de eerste generatie bood de nieuwe Fabia meer beenruimte en veel meer hoofdruimte.
Bij de Fabia II groeide de laadruimte tot 300 liter. Hij is 2 cm langer dan de eerste Fabia en ook wat hoger, maar wel een fractie smaller. Van de nieuwe Fabia wordt er geen sedan geproduceerd. De Fabia was na de modelwissel te verkrijgen met de door Škoda ontwikkelde benzinemotor 1.2HTP (met 60 en 70 pk) en de 1.4 (86 pk) en 1.6 (105 pk) van Volkswagen. Er waren eveneens twee TDI's te krijgen, de 1.4 (70 of 80 pk) en de sterk verouderde 1.9 (80 of 105 pk). Tot de komst van de vijfde generatie van de Volkswagen Polo won de Fabia vele vergelijkende tests in zijn klasse.
Begin 2008 kwam de 4,23 meter lange Combiversie van de tweede generatie op de markt, met een bagageruimte van 480-1460 liter. Voor een zo laag mogelijk verbruik verschenen ook Greenline-modellen, deze waren aerodynamisch geoptimaliseerd met onder meer een 20 mm verlaagd onderstel (tot de facelift).
De Fabia I en II hebben samen de grens van 2.000.000 geproduceerde eenheden gepasseerd. De Fabia II heeft in april 2009 het aantal van 400.000 exemplaren overschreden.

### Motoren
Benzine
| 1.2 | 1.198 cm³ | 3-in-lijn | 6V  | 60 pk  | 108 Nm | 2007 - 2010 |
| 1.2 | 1.198 cm³ | 3-in-lijn | 12V | 70 pk  | 112 Nm | 2007 - 2010 |
| 1.4 | 1.390 cm³ | 4-in-lijn | 16V | 86 pk  | 132 Nm | 2007 - 2010 |
| 1.6 | 1.598 cm³ | 4-in-lijn | 16V | 105 pk | 153 Nm | 2007 - 2010 |

| 1.2 | 1.198 cm³ | 3-in-lijn | 6V  | 60 pk  | 108 Nm | 2009 - 2010 |
| 1.2 | 1.198 cm³ | 3-in-lijn | 12V | 70 pk  | 112 Nm | 2008 - 2010 |
| 1.4 | 1.390 cm³ | 4-in-lijn | 16V | 86 pk  | 132 Nm | 2008 - 2010 |
| 1.6 | 1.598 cm³ | 4-in-lijn | 16V | 105 pk | 153 Nm | 2008 - 2010 |

Diesel
| 1.4 TDI | 1.422 cm³ | 3-in-lijn | 6V | 70 pk  | 155 Nm | 2007 - 2008 |
| 1.4 TDI | 1.422 cm³ | 3-in-lijn | 6V | 80 pk  | 195 Nm | 2007 - 2010 |
| 1.9 TDI | 1.896 cm³ | 4-in-lijn | 8V | 105 pk | 240 Nm | 2007 - 2010 |

| 1.4 TDI | 1.422 cm³ | 3-in-lijn | 6V | 80 pk  | 195 Nm | 2008 - 2010 |
| 1.9 TDI | 1.896 cm³ | 4-in-lijn | 8V | 105 pk | 240 Nm | 2008 - 2010 |

## Fabia tweede generatie facelift

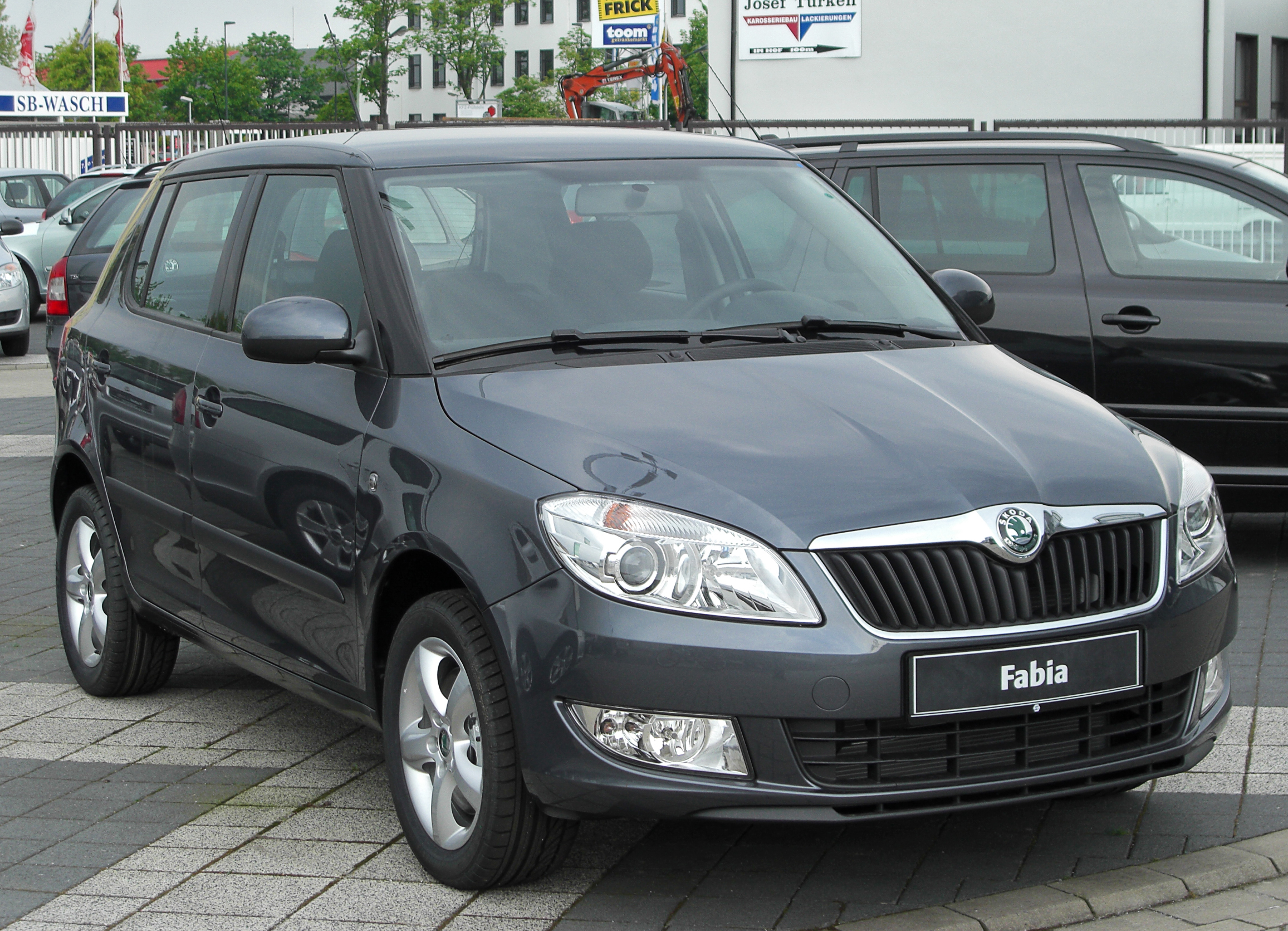
Škoda Fabia II Facelift

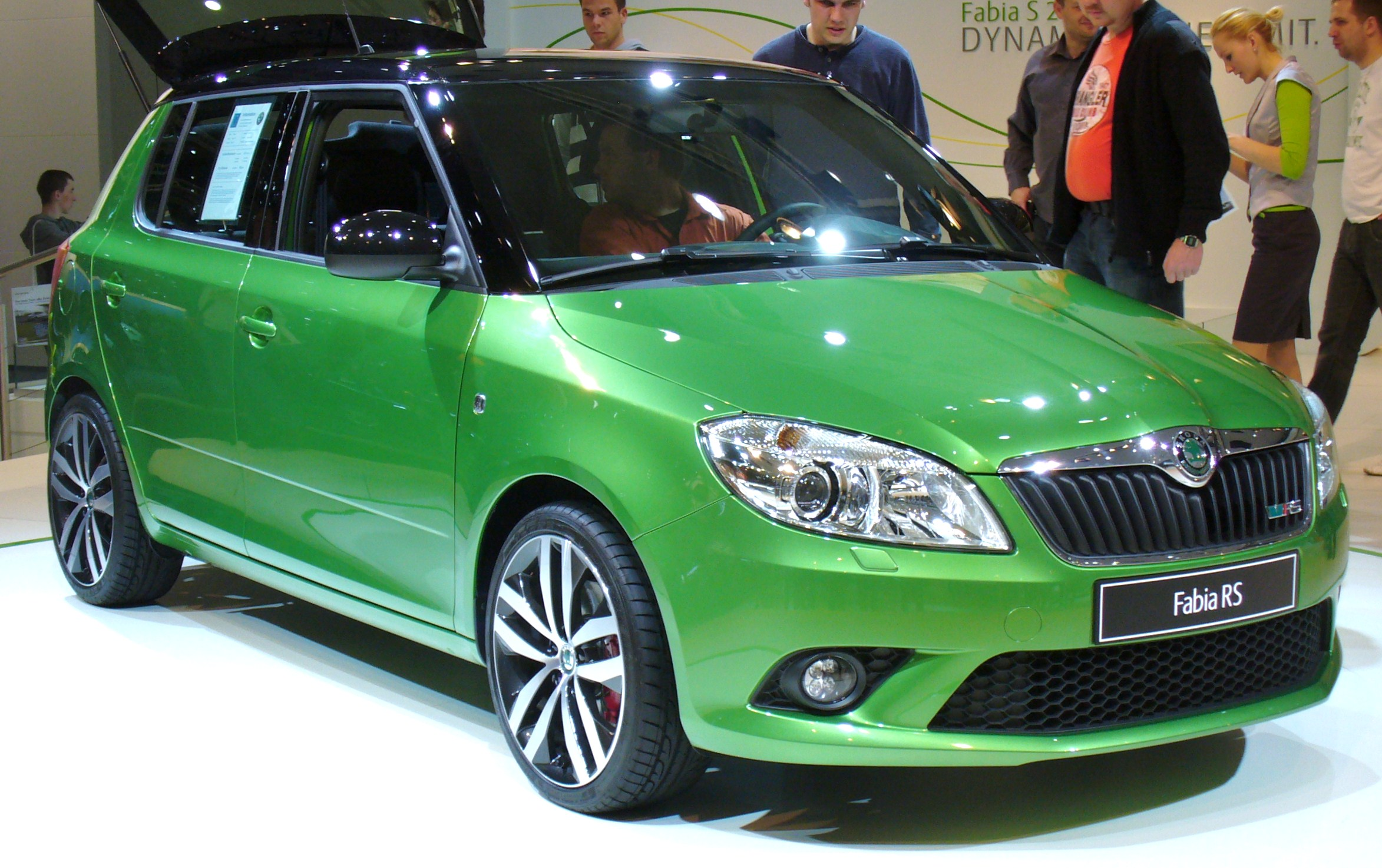
Škoda Fabia II RS Facelift

Op het Autosalon van Genève werd in maart 2010 de gefacelifte versie van de Škoda aan het publiek voorgesteld, evenals de nieuwe vRS versie. De voornaamste wijzigingen zitten hem in de neus van de Fabia en in een nieuw motorenpalet. De wagen lijkt door het gewijzigde rooster en nieuwe lichtblokken een beetje breder. 
De Fabia RS heeft een verlaagd sportonderstel, grotere remmen en 17-inch wielen. De imposant bespoilerde uitvoering was leverbaar als hatchback en combi. Ook verscheen een Scout met kunststof aanbouwdelen die extra terreinvaardigheid suggereerden. Het faceliftmodel is beter afgewerkt en heeft een opgefrist dashboard, een nieuw stuur en nieuwe infotainmentopties, waaronder navigatie met kleurendisplay.
De HTP's 1.2 met respectievelijk 60 en 70 pk bleven behouden. De 1.4- en 1.6-benzinemotoren werden vervangen door 1.2 TSI's met respectievelijk 86 en 105 pk. De diesels werden vervangen door de 1.2 TDI CR (Common Rail) met 75 pk of 1.6 TDI CR's met naar keuze 90 of 105 pk. Alle motoren voldoen nu ook aan de Euro 5-norm. Met de facelift komt de wagen nu ook aan een lengte van net vier meter. De DSG automaat met zeven verhoudingen blijft voorbehouden aan de krachtigste motor, de 1.2 TSI met 105 pk en werd pas in 2013 leverbaar.

### Motoren
Benzine
| 1.2        | 1.198 cm³ | 3-in-lijn | 6V  | 60 pk  | 108 Nm | 2010 - 2015 |
| 1.2        | 1.198 cm³ | 3-in-lijn | 12V | 70 pk  | 112 Nm | 2010 - 2011 |
| 1.2 TSI    | 1.197 cm³ | 4-in-lijn | 8V  | 86 pk  | 160 Nm | 2010 - 2015 |
| 1.2 TSI    | 1.197 cm³ | 4-in-lijn | 8V  | 105 pk | 175 Nm | 2010 - 2015 |
| 1.4 TSI RS | 1.390 cm³ | 4-in-lijn | 16V | 180 pk | 250 Nm | 2010 - 2014 |

| 1.2        | 1.198 cm³ | 3-in-lijn | 6V  | 60 pk  | 108 Nm | 2010 - 2015 |
| 1.2        | 1.198 cm³ | 3-in-lijn | 12V | 70 pk  | 112 Nm | 2010 - 2012 |
| 1.2 TSI    | 1.197 cm³ | 4-in-lijn | 8V  | 86 pk  | 160 Nm | 2010 - 2015 |
| 1.2 TSI    | 1.197 cm³ | 4-in-lijn | 8V  | 105 pk | 175 Nm | 2010 - 2015 |
| 1.4 TSI RS | 1.390 cm³ | 4-in-lijn | 16V | 180 pk | 250 Nm | 2010 - 2015 |

Diesel
| 1.2 TDI | 1.199 cm³ | 3-in-lijn | 12V | 75 pk  | 180 Nm | 2010 - 2015 |
| 1.6 TDI | 1.598 cm³ | 4-in-lijn | 16V | 90 pk  | 203 Nm |             |
| 1.6 TDI | 1.598 cm³ | 4-in-lijn | 16V | 105 pk | 250 Nm | 2010 - 2013 |

| 1.2 TDI | 1.199 cm³ | 3-in-lijn | 12V | 75 pk  | 180 Nm | 2010 - 2015 |
| 1.6 TDI | 1.598 cm³ | 4-in-lijn | 16V | 105 pk | 250 Nm | 2010 - 2013 |

## Fabia derde generatie

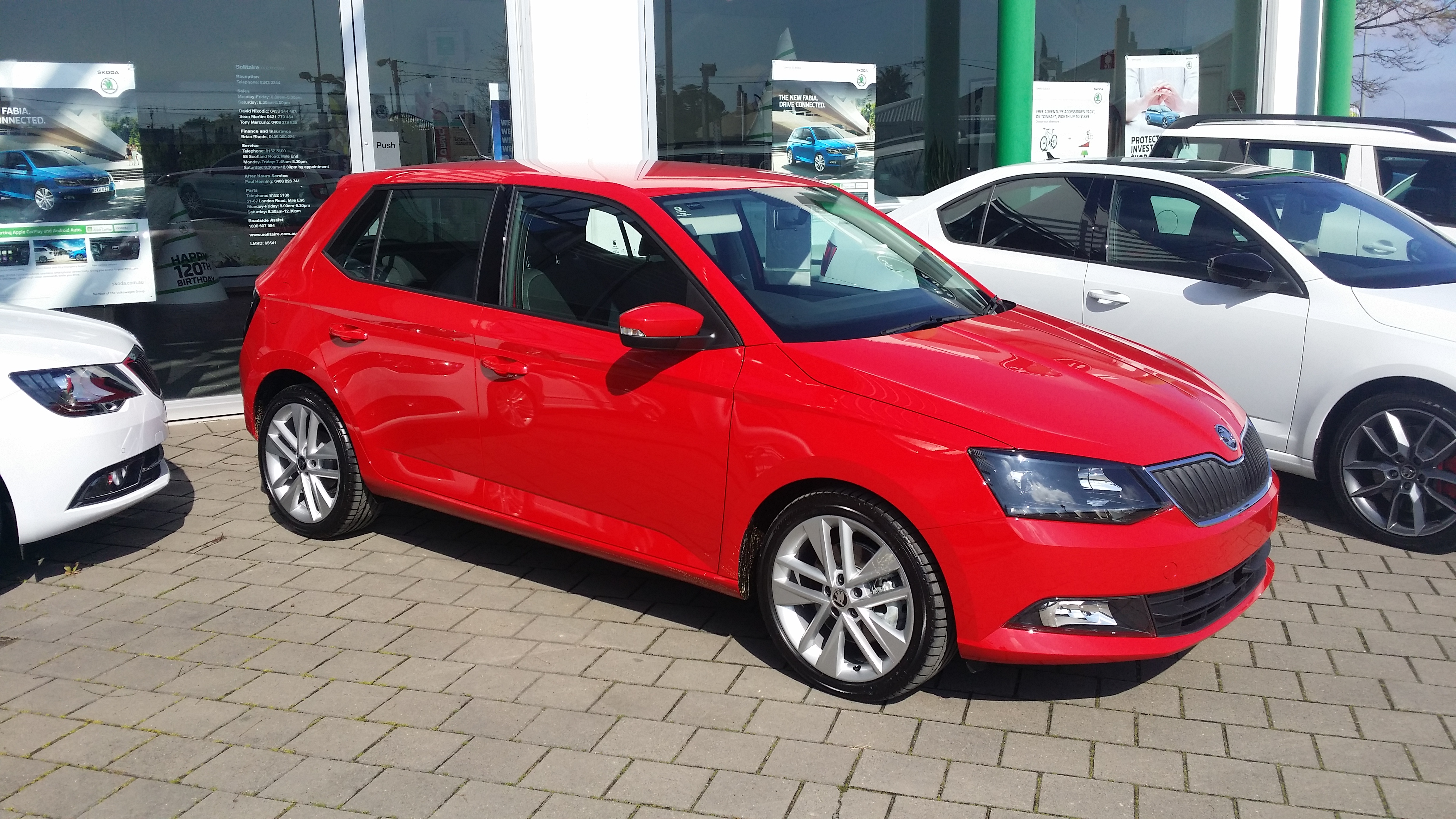
Škoda Fabia III

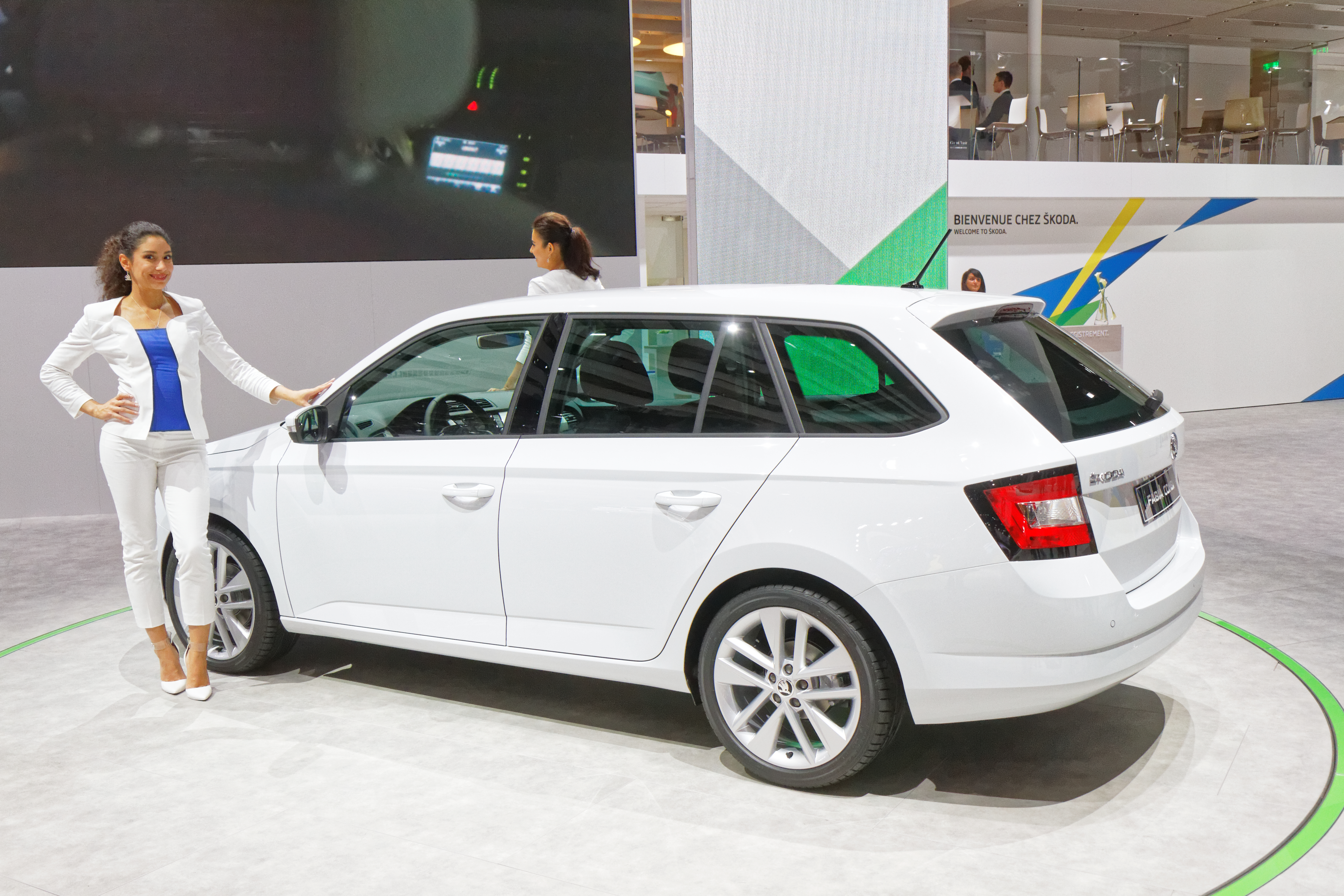
Škoda Fabia III Combi

In 2015 werd de Fabia II afgelost door zijn opvolger, de Fabia III. De Fabia is ten opzichte van zijn voorganger iets breder en in hoogte en lengte iets afgenomen. Door het interieur aan te passen is deze wel ruimer geworden. De nieuwe Fabia maakt net als de Polo gebruik van MQB-onderdelen waarmee het gewicht van de auto zakt. Door nieuwe motoren toe te passen is het verbruik gemiddeld met 17% gezakt en voldoet de nieuwe Fabia aan de Euro 6-norm.

### Motoren
Benzine
| 1.0     | 999 cm³   | 3-in-lijn | 12V | 60 pk  | 95 Nm  | 2015 - heden |
| 1.0     | 999 cm³   | 3-in-lijn | 12V | 75 pk  | 95 Nm  | 2015 - 2017  |
| 1.2 TSI | 1.197 cm³ | 4-in-lijn | 16V | 90 pk  | 160 Nm | 2015 - 2017  |
| 1.0 TSI | 999 cm³   | 3-in-lijn | 12V | 95 pk  | 160 Nm | 2017 - heden |
| 1.2 TSI | 1.197 cm³ | 4-in-lijn | 16V | 110 pk | 175 Nm | 2015 - 2017  |
| 1.0 TSI | 999 cm³   | 3-in-lijn | 12V | 110 pk | 200 Nm | 2017 - heden |

| 1.0     | 999 cm³   | 3-in-lijn | 12V | 75 pk  | 95 Nm  | 2015 - heden |
| 1.2 TSI | 1.197 cm³ | 4-in-lijn | 16V | 90 pk  | 160 Nm | 2015 - 2017  |
| 1.0 TSI | 999 cm³   | 3-in-lijn | 12V | 95 pk  | 160 Nm | 2017 - heden |
| 1.2 TSI | 1.197 cm³ | 4-in-lijn | 16V | 110 pk | 175 Nm | 2015 - 2017  |
| 1.0 TSI | 999 cm³   | 3-in-lijn | 12V | 110 pk | 200 Nm | 2017 - heden |

Diesel
| 1.4 TDI | 1.422 cm³ | 3-in-lijn | 12V | 75 pk  | 210 Nm | 2015 - 2017 |
| 1.4 TDI | 1.422 cm³ | 3-in-lijn | 12V | 90 pk  | 230 Nm | 2015 - 2017 |
| 1.4 TDI | 1.422 cm³ | 3-in-lijn | 12V | 105 pk | 250 Nm | 2015 - 2016 |

| 1.4 TDI | 1.422 cm³ | 3-in-lijn | 12V | 75 pk  | 210 Nm | 2015 - heden |
| 1.4 TDI | 1.422 cm³ | 3-in-lijn | 12V | 90 pk  | 230 Nm | 2015 - heden |
| 1.4 TDI | 1.422 cm³ | 3-in-lijn | 12V | 105 pk | 250 Nm | 2015 - 2016  |

## Fabia S2000

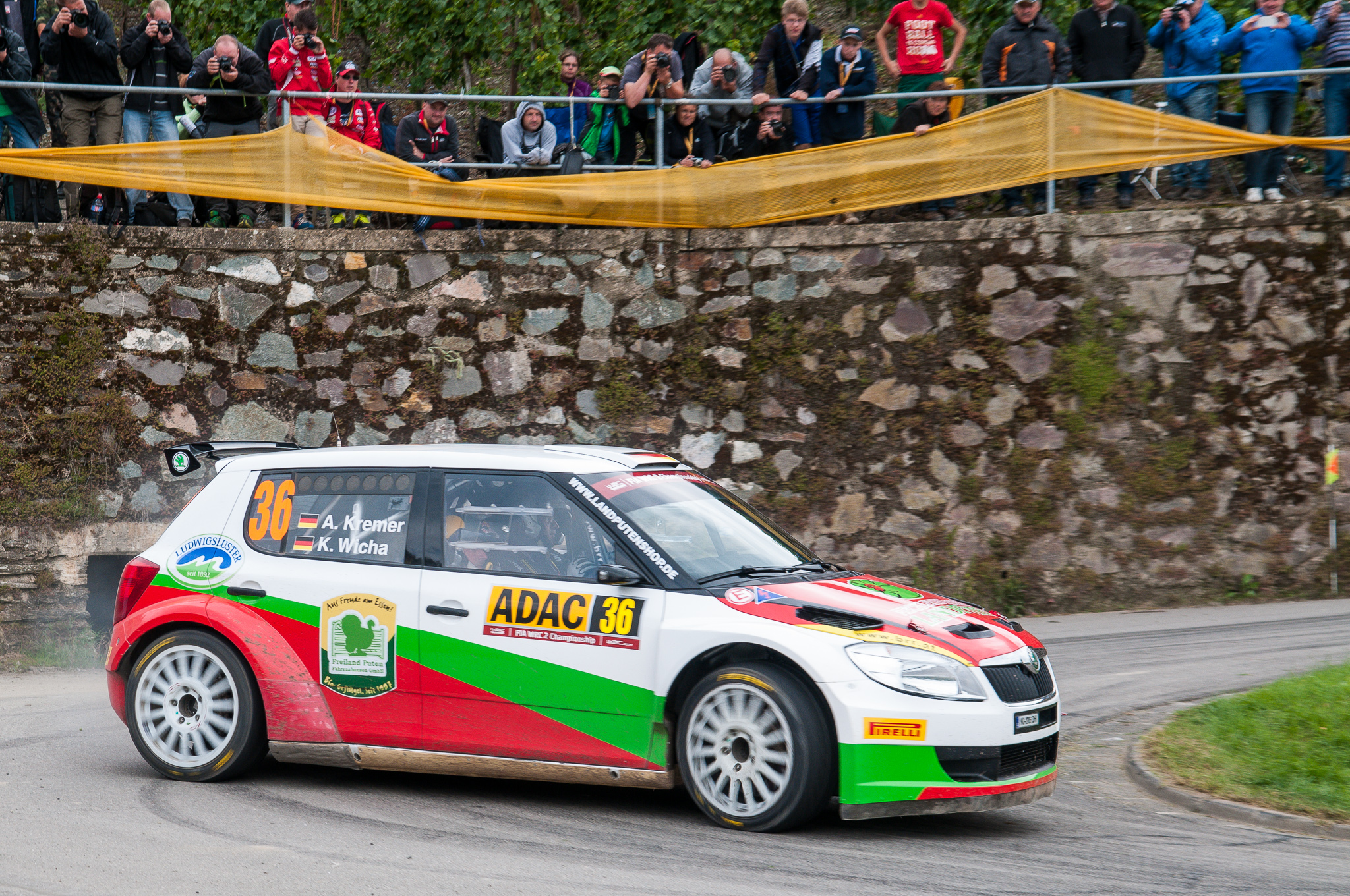
Škoda Fabia S2000

Met de Fabia S2000 heeft Škoda van het huidige model vanaf de tweede generatie een wagen in de rally competitie. Daar waar de vorige in het WRC uitkwam, rijdt de nieuwe rond in het IRC kampioenschap. Jan Kopecký en Juho Hänninen zorgden voor de eerste zeges van de nieuwe Fabia in 2009. Het Škoda Motorsport team eindigde tweede in de teamranking en bij de rijders met Jan Kopecký. Het seizoen 2010 is door Škoda goed begonnen met vier wagens in de top 6 in de Rally van Monte Carlo en plaatsen 2, 3 en 4 in de Rally van Curitiba. In de rally van Argentinië legde het team zelfs beslag op plaatsen 1 tot en met 3. Ook tijdens de vierde rally van het seizoen (Canarische Eilanden) legden de Škoda's beslag op het volledige podium. Ronde 5 op Sardinië ging naar Juho Hänninen en Jan Kopecký werd er derde. Ronde 6 in Ieper ging naar de Belg Freddy Loix in de evolutie van de Fabia, die ook de neus van het model 2010 kreeg, voor Jan Kopecký. In de rally van de Azoren kwam de Fabia van Hänninen als derde over de streep. In Madeira ging Loix dan weer als eerste over de finish met een fabriekswagen voor zijn teamgenoten Kopecký en Hänninen. De Barum Rally in Tsjechië ging ook naar Loix voor Hänninen en thuisrijder Pavel Valoucek (ook op Škoda). Škoda Motorsport is daardoor nu ook zeker van de titel bij de constructeurs. In de eindstand van het IRC kampioenschap eindigen drie Fabia's in de top 4. Kampioen is Juho Hanninen voor Jan Kopecký en Freddy Loix vierde.
In 2011 nam Juho Hanninen met de Fabia S2000 deel aan het S-WRC kampioenschap. Dit met steun van het fabrieksteam van Škoda en sponsor Red Bull met het Baumschlager Rally Racing (BRR)team. Hij zal waar de kalender het toelaat ook nog aan de start verschijnen van IRC wedstrijden. Opnieuw reed Freddy Loix in de 2011 editie van de Rally van Ieper met een Skoda en stond terug op de eerste plaats. Opvallend tijdens het wedstrijd van de Rally van Ieper in 2011 is het hoge aantal deelnemende piloten met een Škoda. Er deden er 31 mee, waarvan volgens de website van de Geko Ypres Rally één voertuig (dat van Jan Kopecký) met motorproblemen uit de wedstrijd viel.